# Państwowe Liceum i Gimnazjum im. Księdza Piotra Skargi w Rohatynie
Państwowe Liceum i Gimnazjum im. Księdza Piotra Skargi w Rohatynie – polska szkoła z siedzibą w Rohatynie w okresie II Rzeczypospolitej, od 1938 o statusie gimnazjum i liceum ogólnokształcącego.

## Historia
Pierwotnie w okresie zaboru austriackiego szkoła została założona w 1909.
Po odzyskaniu przez Polskę niepodległości władze II Rzeczypospolitej upaństwowiły gimnazjum w 1921 i nadały szkole patronat ks. Piotra Skargi. W połowie lat 20. szkoła była prowadzona w typie humanistycznym. W 1926 w gimnazjum prowadzono osiem klas w 11 oddziałach, w których uczyło się 243 uczniów płci męskiej i 123 płci żeńskiej (hospitantki).
Zarządzeniem Ministra Wyznań Religijnych i Oświecenia Publicznego Wojciecha Świętosławskiego z 23 lutego 1937 „Państwowe Gimnazjum im. Księdza Piotra Skargi w Rohatynie” zostało przekształcone w „Państwowe Liceum i Gimnazjum im. Księdza Piotra Skargi w Rohatynie” (państwową szkołę średnią ogólnokształcącą, złożoną z czteroletniego gimnazjum i dwuletniego liceum), a po wejściu w życie tzw. reformy jędrzejewiczowskiej szkoła miała charakter koedukacyjny, a wydział liceum ogólnokształcącego był prowadzony w typie humanistycznym.

## Dyrektorzy
- Józef Lamhert (ok. 1926)[1]
- Juliusz Adamski (-1933)[3]
- Władysław Dajewski (-1937)[4]

## Absolwenci
- Jerzy Chodorowski – generał (1938)